# Карагольська затока
Караго́льська зато́ка — вузька видовжена затока на півночі Дністровського лиману. На березі затоки розташовані села Надлиманське і (частково) Миколаївка. Затока входить до складу Нижньодністровського національного природного парку. У Карагольській затоці на ділянках, що включені до складу парку, запроваджено зону регульованої рекреації та господарську зону у співвідношенні 9:1.

## Історія
На березі Карагольської затоки у IV–III століттях до н. е. існувало скіфське Надлиманське городище, площею понад 6600 м², жителі якого займались землеробством і ремеслами, підтримували зв'язки з грецькими містами-колоніями. Вже у кінці XVIII століття поблизу затоки почали виникати козацькі хутори, населення яких, переважно, займалось рибальством, зокрема у 1790–1791 роках виникло кілька поселень у межах сучасної Миколаївки. Наприкінці XIX — на початку XX століття на цій території з'явилось кілька німецьких поселень-колоній.

## Риболовний промисел
З 1965 року Карагольська затока є частиною іхтіологічного заказника, де рибальство заборонене протягом усього року — затока є основним місцем нересту багатьох видів риб.

## Екологія
Поблизу затоки розташовані очисні споруди міста Теплодара, які є джерелом забруднювальних речовин, що потрапляють у неї.